# Travadinha
António Vicente Lopes, conhecido como Antoninho Travadinha (Janela na Ilha de Santo Antão, 1941 - Cruz João Évora, São Vicente, Cabo Verde, 8 de Agosto de 1987) foi um músico autodidactas de Cabo Verde. Começou a tocar nos bailes populares quando tinha apenas nove anos, deslocou com a sua família em 1974 para São Vicente, onde trabalhou na EMPA - Empresa Pública de Abastecimento, como continuo. 
Para além do violino, Travadinha tocava também viola (guitarra de 12 cordas), cavaquinho e violão. Travadinha interpretava géneros musicais tradicionais de Cabo Verde, tais como mornas e coladeiras.
Faleceu em 1987 no auge da popularidade.